# Macrosiphoniella procerae
Macrosiphoniella procerae är en insektsart. Macrosiphoniella procerae ingår i släktet Macrosiphoniella och familjen långrörsbladlöss. Inga underarter finns listade i Catalogue of Life.